# Сёдеросен
Сёдеросен (швед. Söderåsen) — национальный парк в Швеции, в коммунах Клиппан и Свалёв лена Сконе. Сёдеросен является горстом с высшей точкой в Коппархаттен (212 м).

## Национальный парк
Ландшафт парка холмистый, пересекаемый глубокими, до 90 метров, долинами. Лес лиственный, преимущественно буковый. Благодаря сильно пересечённой местности, леса сохранили многие качества девственного леса, такие, как наличие множества мёртвых деревьев. Лес изобилует насекомыми, флора также очень богата.
В парке найдены следы человеческого присутствия эпохи неолита.